# Pony (Rex Orange County)
Pony is het derde studioalbum van Rex Orange County. Het album werd uitgebracht op 25 oktober 2019 onder het label RCA Records.
Hannah Mylrea van NME beschreef het album; ''A dazzling follow up to Apricot Princess, Rex Orange County’s third studio album is a total delight. It may be miserable outside, and the world's going to shit, but try listening to Pony and not feeling a little bit more optimistic about the future. Go on, we dare you." Elly Watson van het DIY-tijdschrift beschreef het album als ''equal parts heart wrenching and hopeful''.
Tara Joshi van The Guardian gaf het album een score van 3 uit 5, en beschreef het album als ''jaunty and engaging''.
Luke Levenson van het American Songwriter-tijdschrift reageerde op het album: ''His unique pop prosody and production skills, more sophisticated than ever in Pony, foretell that his sound will continue progressing to new creative heights, with the heft of catchy pop music and the inventiveness of its growing indie subgenre."

## Tracklist
| Nr.          | Titel                       | Duur  |
| ------------ | --------------------------- | ----- |
| 1.           | "10/10"                     | 2:26  |
| 2.           | "Always"                    | 3:17  |
| 3.           | "Laser Lights"              | 2:11  |
| 4.           | "Face to Face"              | 3:39  |
| 5.           | "Stressed Out"              | 1:46  |
| 6.           | "Never Had the Balls"       | 3:56  |
| 7.           | "Pluto Projector"           | 4:27  |
| 8.           | "Every Way"                 | 2:13  |
| 9.           | "It Gets Better"            | 3:32  |
| 10.          | "It's Not the Same Anymore" | 6:26  |
| Totale duur: | Totale duur:                | 33:38 |

## Medewerkers
- Rex Orange County - zang, gitaar, bass, drum programming, drums, Fender Rhodes, keyboard, orgel, percussie, piano, producent, saxofoon, strings, synthesizer, vocoder, woodwind
- Ben Baptie - gitaar, drum programming, brass, saxofoon, woodwind, strings, percussie, producent, mixing
- Sally Herbert - arrangement, conductie, strings, viool
- Pino Palladino - bass
- Michael Underwood - klarinet, fluit, saxofoon, woodwind arrangement
- Nick Barr - viool
- Natalia Bonner - viool
- Seb Brooks - viool
- Ian Burdge - cello
- Reiad Chibah - viool
- Calina de la Mare - viool
- Louisa Fuller - viool
- Richard George - viool
- Ian Humphries - viool
- Oli Langford - viool
- John Metcalfe - viool

- Steve Morris - viool
- Tom Pigott-Smith - viool
- Rachel Robson - viool
- Tony Wollard - cello
- Chris Worsey - cello
- Amy Stewart - string conductor
- Haydn Bendall - string engineer
- Johnny Woodham - trompet
- Koor - Karima Abdi, Ayana Ahmed, Abdul Akbari, Zainab Al-Shammary, Mahad Ali, Retaj Almataj, Ghena Alshteiwi, Emily Amoura, Junaid Attoh, Vihan Bhudia, Nelu Dobie, Adelina Gherman, Luke Halpin, Mosda Hisharizada, Sarah Jabir, Isa Khalid, Salam Al Lakod, Lisa Marie Massiah, José Mendes, Vanessa Prilogran, Gabi Sandru, Farah Siddique, Houda Warsama, Mohammad Zalghara
- Thea Morgan-Murrell - achtergrondzang
- Bráulio Amado - design, illustraties
- Madeleine Pfull - schilderijen
- Tom Archer - assistent
- Natasha Canter - assistent
- Alex Ferguson - assistent
- Ted Jensen - mastering

Alexander O'Connor